# Les Simpson, le film
Vous lisez un « bon article » labellisé en 2009.
Pour les articles homonymes, voir Simpson.
Pour plus de détails, voir Fiche technique et Distribution.
Les Simpson, le film (The Simpsons Movie) est un long métrage d'animation américain de David Silverman, adapté de la série télévisée animée Les Simpson, sorti en 2007 dans la majeure partie du monde (la date de sortie ayant été avancée au 25 juillet 2007 dans certains pays d'Europe).
Le film débute alors qu'une pollution du lac de Springfield provoquée par Homer Simpson avec les déjections d'un cochon qu'il a adopté. Le gouvernement américain décide que la ville entière est devenue une menace pour l'environnement du pays et recouvre donc Springfield d'un immense dôme de verre dans l'intention d'y contenir la pollution. La famille Simpson se voit donc obligée de déménager en Alaska.
Les tentatives précédentes de créer un film sur Les Simpson ont échoué en raison de l'absence d'un script d'une longueur appropriée et d'un désaccord de la part des membres de l'équipe de production. Finalement, les producteurs James L. Brooks, Matt Groening, Al Jean, Mike Scully, et Richard Sakai ont commencé le développement du film en 2001. Une équipe de rédaction, composée de Scully, Jean, Brooks, Groening, George Meyer, David Mirkin, Mike Reiss, John Swartzwelder, Jon Vitti, Ian Maxtone-Graham et Matt Selman, a été réunie. Ils ont imaginé de nombreux scénarios, celui de Groening étant celui retenu pour le film. Le scénario a été réécrit plus d'une centaine de fois, et cela a continué après que l'animation a débuté, en 2006. Des heures entières ont donc été coupées, dont les rôles de caméo d'Erin Brockovich, Minnie Driver, Isla Fisher, Kelsey Grammer. Edward Norton. Tom Hanks et Green Day sont tout de même apparus dans la version finale du film en tant qu'eux-mêmes.
La promotion du film a été faite en collaboration avec plusieurs sociétés, dont Burger King et 7-Eleven, ce dernier ayant même transformé des magasins sélectionnés en Kwik-E-Mart. La première du film a été donnée à Springfield, dans le Vermont, ville qui a gagné ce droit par le biais d'un concours organisé par le réseau Fox. Le film a été un succès de box-office. Il a recueilli plus de 536 millions de dollars de recettes (pour un budget de 75 millions) et a reçu des critiques généralement positives.

## Synopsis
Un concert de Green Day a lieu au bord du lac de Springfield ; mais ce concert avorte car la barge est détruite par l'eau polluée du lac. Peu après, lors d'une messe à la mémoire du groupe de rock à laquelle assistent les Simpson, Abraham Simpson est victime d'une mystérieuse prémonition. Complètement paniqué, il prédit que les habitants de Springfield vont être « piégés à tout jamais ». Puis, il hurle : « Une queue tordue, un millier d'yeux […] A.P.E. ! A.P.E. ! »
Au retour de la messe, seule Marge s'intéresse à la prédiction. Les autres n'y prêtent guère attention, n'y voyant que le délire d'une vieille personne folle. Homer a une liste de travaux à faire dont la dernière est de réparer le toit de la maison, Bart vient l’aider. Homer se blesse en se donnant un coup de marteau dans l’œil.
Peu après, pendant qu'Homer et Bart se lancent des défis de plus en plus stupides et dangereux (le jeu du « T'es pas cap' »), Bart se retrouve menotté à un réverbère pour exhibition sexuelle, le précédent défi qu'Homer lui avait lancé étant de faire un aller et retour en skateboard tout nu jusqu'au Krusty Burger. Homer se défend d'avoir poussé son fils à agir de la sorte, craignant le sermon d'une heure dont il écoperait s'il était reconnu responsable. Honteux de son père, Bart est aidé par Ned Flanders, attablé au Krusty Burger, qui lui prête un bermuda, alors qu'Homer fait ami-ami avec un cochon qui allait être tué après avoir servi de figurant pour une publicité.
Alors que Marge essaie de décrypter la prophétie du grand-père, Homer revient avec Bart et le cochon. Horrifiée car elle reconnaît un fragment de la prophétie (« une queue tordue »), elle se laisse malgré tout convaincre de garder l'animal. Bart, affreusement jaloux du cochon et de l'affection que lui porte son père, accepte d'aller à la pêche avec Flanders pour se changer les idées. C’est lors de cette partie de pêche qu’il commence à se prendre d'affection pour Ned qui se comporte avec lui comme son père ne l'a jamais fait.
Pendant ce temps, Lisa tente tant bien que mal de convaincre Springfield qu'il faut arrêter immédiatement toute pollution, et y parvient lors d'une conférence en présence de Colin (le garçon qu’elle avait rencontré quelque temps plus tôt) en faisant boire l’eau du lac à l’auditoire par surprise. Le maire décrète l'état d'urgence, le nettoyage du lac et décide de faire construire un « mur anti-idiots ». Tout déversement dans le lac est dès lors formellement interdit.
Plus tard, Marge convainc Homer de se débarrasser du silo contenant les « cochonneries » du cochon. Mais ce dernier, alléché par une information concernant des donuts gratuits, n'envoie pas les déchets au centre de retraitement des déchets dangereux et envoie le silo par le fond du lac, transformant celui-ci en un cauchemar toxique qui transforme un écureuil qui s'y était jeté en un monstre avec des dizaines d'yeux (comme dit par Abraham Simpson). Flanders, en randonnée avec Bart, tombe sur cette chimère, puis sur des agents de l'Agence de protection de l'environnement des États-Unis (A.P.E.) qui emportent la créature avec eux.
Celle-ci est alors transmise à Russ Cargill, le directeur, qui s'en sert comme argument pour convaincre le président Arnold Schwarzenegger d'agir contre cette menace. Ce dernier choisit arbitrairement l'option, parmi les cinq présentées par Cargill, d'isoler Springfield par une cloche transparente. Aussitôt dit, aussitôt fait, Springfield se retrouve enfermée sous le dôme ; Marge est alors atterrée de voir que la prophétie s'est réalisée.
Dans la soirée, la police découvre, sous la caméra de la télévision locale, le silo d'Homer avec son nom bien en évidence. En moins d'une minute, une expédition punitive regroupant tous les habitants arrive chez les Simpson, demandant à Homer de sortir pour recevoir son châtiment. La famille essaie d'abord de s'échapper en passant par la maison des Flanders, puis en voiture, mais doit se replier dans la cabane de Bart. Maggie indique alors l'ancien puits, qu'Homer n'avait pas rebouché convenablement, et toute la famille parvient à s'échapper en passant par le trou qui communique avec l'extérieur du dôme, bien que le tour de taille d'Homer ait failli l'empêcher de passer. Le conduit, fragilisé par le passage de la famille et par les balles de pistolet tirées vers Homer, se transforme en gouffre qui engloutit la voiture des Simpson, leur arbre et enfin leur maison.
Après que Lisa a fait ses adieux à Colin, la famille se réfugie dans un hôtel. Malgré la colère de sa famille contre lui, Homer réussit à les convaincre de le suivre en Alaska pour y reconstruire leur vie. Pour y aller, il parvient à gagner un véhicule tout terrain en faisant un tour complet à moto d'une boule de métal lors d'une foire. Pendant ce temps, Springfield doit faire face aux premiers pillages et coupures de courant. Lors d'un arrêt à une station-service, la famille manque de se faire repérer à cause d'une affiche « wanted », mais Bart, rusé, crayonne l'affiche et fait arrêter une autre famille qui ressemblait beaucoup à son dessin.
Pendant ce temps, le réseau électrique de Springfield lâche. Montgomery Burns, voyant là une occasion de se faire reconnaître comme le « sauveur » de la ville, reçoit dans son palais une délégation chargée de le convaincre de tout rebrancher. Cette dernière ne l'implorant pas comme il le souhaitait, le terrible vieillard lance contre elle sa meute de chiens féroces.
Les Simpson finissent par arriver en Alaska et se reconstruisent une nouvelle vie : Bart s'amuse à déclencher des avalanches sur son père, tandis que Marge et Homer reprennent leur vie conjugale.
À Springfield, la situation s'est brutalement dégradée et les gens tentent tout pour sortir du dôme. Voyant cela, Cargill convainc Schwarzenegger que, si d'autres personnes sortent du dôme et racontent ce que le gouvernement a fait, une menace de destitution planera. Devant cette menace, il lui force une fois de plus la main et lui fait adopter un plan de destruction de Springfield.
Informés de la menace en regardant une publicité pour un « nouveau Grand Canyon » en lieu et place de Springfield, les Simpson décident de partir avertir la population des États-Unis. Tous sauf Homer, qui refuse de venir en aide à des gens qui ont voulu le tuer. Après une virée en ville, il retrouve le chalet vide et une cassette de Marge lui expliquant que, devant son égoïsme et son indifférence quant au sort des habitants de Springfield, elle a décidé de rompre, et a même enregistré ce message sur la vidéo de leur mariage. Il sort donc, fou de chagrin, pour retrouver sa famille, mais il échoue, inconscient, chez une chamane inuit.
Pendant ce temps, Marge et les enfants rejoignent Seattle, sans se douter que le gouvernement est sur leurs talons. La chamane, connaissant la situation d'Homer, décide de lui donner une chance de comprendre à quel point son refus de venir en aide à Springfield est grave. Comprenant donc que la vie d’autrui compte autant que celle d’Homer, il admet son erreur, puis, revigoré et décidé à remettre les choses en ordre, il repart vers Springfield.
À Seattle, Cargill arrête Marge et les enfants pour les reconduire sous le dôme. Ayant été à nouveau aidé par la chamane, Homer parvient tant bien que mal à proximité du dôme. Grâce au son du saxophone de Lisa, il repère le fourgon transportant sa famille mais échoue à les faire s'évader, et ils sont remis sous le dôme sans Homer. Ils découvrent alors un Springfield pratiquement en ruine (à l'exception de l'école) avec ses habitants marqués aussi bien physiquement que mentalement par leur quarantaine.
Cargill, voyant que la situation est de plus en plus risquée, décide de faire descendre une bombe et, pour cela, ouvre le dôme en son centre pour la faire descendre le long d'un câble. Détectant une occasion d'entrer sous le dôme, Homer monte jusqu'à l'ouverture et se laisse glisser le long du câble relié à la bombe, faisant tomber tous les habitants qui tentaient de s'évader par ce câble. Mais la bombe est tombée au sol et son compte à rebours a été réduit de moitié par le coup de pied que lui donne Homer, dépité que son plan ait échoué. Les gens, alors très en colère, crient, menacent et insultent Homer, l’obligeant à courir vers sa famille.
Apercevant le trou, puis une moto, il comprend alors qu'il doit jeter la bombe par le trou après y être monté à moto en roulant sur le dôme comme il l'avait fait pour gagner le 4x4. Il prend son fils au passage devant l'église, où celui-ci avait rejoint Ned Flanders pour mourir en pensant avoir un père. Homer exprime de sincères regrets à son fils pour ne pas s'être montré à la hauteur de ses responsabilités et Bart accepte ses excuses. Ils réussissent à jeter la bombe in extremis et celle-ci détruit le dôme.
Cargill, rendu fou de rage par son échec, tente d'assassiner Homer, mais en est empêché par Maggie qui l'assomme grâce à un rocher. Après cette scène, Lisa retrouve Colin et ce dernier lui propose d'aller manger une glace. Lisa accepte et ils partent tous les deux mains dans la main. Alors que la ville fête son sauveur, Homer démarre en trombe, enlève Marge au passage pour passer quelques heures avec elle.
La dernière scène montre les habitants de Springfield aidant la famille Simpson à reconstruire leur maison. Alors qu'Homer tente une seconde fois de réparer le toit, Bart le prévient de mettre des lunettes de protection pour éviter de se blesser à nouveau à l’œil. Il échoue une seconde fois et il se plante un clou dans sa jambe, ce qui provoque sa panique mais aussi le fou rire de son fils Bart. Le film se termine sur cette scène.

## Personnages créés spécialement pour le film
- Colin : jeune garçon à peu près de l'âge de Lisa, c'est-à-dire 8 ans, nouveau venu à Springfield. Il arrive d'Irlande, a un père musicien et sait lui-même jouer de multiples instruments. Sa nature amoureuse de l'environnement, en particulier, a séduit Lisa qui a eu le coup de foudre pour lui. Son amitié pour Lisa demeurera malgré la haine de tous les citoyens envers les Simpson, à la suite de l'erreur d'Homer.
- Russ Cargill, le directeur de l'APE (Agence de protection de l'environnement) : dès qu'il apprend le degré de pollution de Springfield, c'est lui qui « suggère » au président de mettre la ville sous cloche. Il tient énormément au bon déroulement de cette manœuvre et est prêt à en venir à des mesures radicales si les citoyens s'échappent…
- Le président Arnold Schwarzenegger : peu intelligent, il s'en remet un peu trop au directeur de l'APE pour réagir face à la pollution de Springfield. Quand ce dernier lui propose des options de plans pour prendre des mesures anti-pollution, il choisit automatiquement la numéro trois sans même la lire, et se justifie par cette phrase : « On m'a élu pour agir, pas pour lire. »
- La vieille Inuit : sorcière qu'Homer rencontre en Alaska, elle réussit par une technique de chant inuit et par un breuvage étrange et pour le moins explosif, à lui faire avoir la révélation que la vie des autres compte autant que la sienne.
- Spider-Cochon ou Harry Crotteur (Spider-Pig ou Harry P'tit-pot au Québec) : cochon adopté par Homer car il allait être tué, n'ayant servi qu'à un tournage de publicité pour un sandwich gras. À la suite de cette « adoption », Homer se met à le chouchouter comme il n'a jamais choyé Bart, ce qui rend ce dernier jaloux et triste. Le déchet toxique qu'Homer jette dans le lac se révèle être un silo contenant toutes ses « cochonneries », qu'il avait décidé de jeter à la décharge. Homer s'amuse également beaucoup à lui donner des surnoms inspirés de héros fictifs, tels que Spider-Cochon ou Spider-Pig et Harry Crotteur ou Harry P'tit-pot. Lorsque les Simpson réussissent à échapper aux citoyens de Springfield et à sortir du dôme, on ne sait pas ce que le cochon devient par la suite.

## Fiche technique

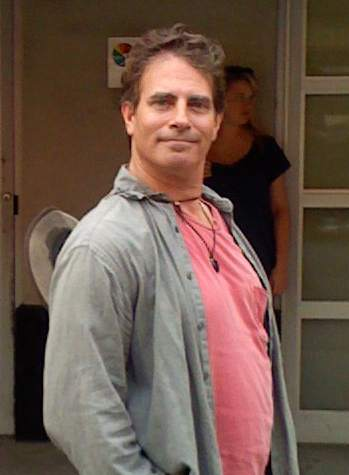
David Silverman, le réalisateur du film.

- Titre original : The Simpsons Movie
- Titre français : Les Simpson, le film
- Réalisation : David Silverman
- Coréalisation : Lauren MacMullan et Raymond S. Persi (deux séquences)
- Scénario : Matt Groening, James L. Brooks, Jon Vitti, Mike Scully, Al Jean, Ian Maxtone-Graham, David Mirkin, Mike Reiss, Matt Selman, John Swartzwelder
- Musique : Hans Zimmer
- Production : James L. Brooks, Matt Groening, Al Jean, Mike Scully et Richard Sakai
- Sociétés de production : 20th Century Fox, Gracie Films, AKOM[1]
- Pays de production :  États-Unis
- Budget de production (estimation) : 72 500 000 USD[2]
- Langue originale : anglais
- Société de distribution : 20th Century Fox
- Format : couleur — 2,35:1 — Dolby Digital
- Genre : animation
- Durée : 87 minutes (1 h 27)
- Dates de sortie :
  - France, Suisse, Belgique : 25 juillet 2007
  - États-Unis, Canada : 27 juillet 2007

## Distribution
| Personnage               | Voix originale   | Voix française          | Voix québécoise             |
| ------------------------ | ---------------- | ----------------------- | --------------------------- |
| Homer Simpson            | Dan Castellaneta | Philippe Peythieu       | Hubert Gagnon               |
| Marge Simpson            | Julie Kavner     | Véronique Augereau      | Béatrice Picard             |
| Bart Simpson             | Nancy Cartwright | Joëlle Guigui           | Johanne Léveillé            |
| Lisa Simpson             | Yeardley Smith   | Aurélia Bruno           | Lisette Dufour              |
| Colin                    | Tress MacNeille  | Régine Teyssot          | Pascale Montreuil           |
| Milhouse Van Houten      | Pamela Hayden    | Aurélia Bruno           | Chantal Baril               |
| Russ Cargill             | Albert Brooks    | Richard Darbois         | Stéphane Rivard             |
| Ned Flanders             | Harry Shearer    | Pierre Laurent          | Bernard Fortin              |
| Arnold Schwarzenegger    | Harry Shearer    | Daniel Beretta          | Martin Watier               |
| Tom Hanks                | lui-même         | Jean-Philippe Puymartin | Bernard Fortin              |
| Abraham Simpson          | Dan Castellaneta | Philippe Peythieu       | Hubert Gagnon               |
| Krusty le clown          | Dan Castellaneta | Michel Modo             | Gilbert Lachance            |
| Otto Bus                 | Harry Shearer    | Philippe Peythieu       | Gilbert Lachance            |
| Nelson Muntz             | Nancy Cartwright | Régine Teyssot          | Hugolin Chevrette-Landesque |
| Moe Szyslak              | Hank Azaria      | Gilbert Levy            | Benoît Marleau              |
| Clancy Wiggum            | Hank Azaria      | Michel Modo             | Bernard Fortin              |
| Charles Montgomery Burns | Harry Shearer    | Michel Modo             | Edgar Fruitier              |
| Révérend Lovejoy         | Harry Shearer    | Pierre Laurent          | Bernard Fortin              |
| Edna Krapabelle          | Marcia Wallace   | Régine Teyssot          | Louise Rémy                 |
| La sorcière inuk         | Tress MacNeille  | Perrette Pradier        |                             |

Voix additionnelles : Françoise Blanchard, Perrette Pradier

## Production

### Développement
L'équipe de production de la série avait envisagé une adaptation en film des Simpson depuis les débuts de la série. Le créateur de la série, Matt Groening, pensait qu'un film permettrait des séquences animées plus complexes que celles qu'on peut trouver dans une série télévisée. Il voulait initialement faire le film après la fin de la série. Il y a eu plusieurs tentatives d'adapter l'épisode de la quatrième saison Les Jolies Colonies de vacances en long métrage, mais des difficultés furent rencontrées pour accroître la durée de l'épisode. Le projet d'un film a, pendant longtemps, été mis de côté. Il était difficile de trouver une histoire suffisante pour faire un long métrage et l'équipe n'avait pas assez de temps pour un tel projet, étant donné qu'ils travaillaient tout le temps sur la série. Groening avait également exprimé son vœu de créer un Simpstasia, parodiant Fantasia. Le film ne fut jamais produit, en partie à cause du fait qu'il était difficile d'écrire un script de longue durée. Avant sa mort, Phil Hartman avait également dit qu'il souhaitait un film en live-action fondé sur Troy McClure, et plusieurs personnes de l'équipe de la série l'avaient soutenu.
La distribution des voix est signée dès 2001, l'équipe ayant ensuite commencé à travailler sur le script. Les producteurs ont d'abord craint que la création d'un film ait un effet négatif sur la série, car ils n'avaient pas assez de personnel pour se concentrer sur deux projets. Avec l'avancement de la série, des scénaristes et des animateurs ont été recrutés de sorte que la série et le film puissent être produits en même temps. Groening et James L. Brooks invitent Mike Scully et Al Jean (qui continuent à travailler en tant que showrunners sur la série télévisée) à produire le film avec eux. Ils signent ensuite avec David Silverman (qui, en prévision du projet, quitte son emploi à Pixar) pour diriger le film. L'équipe de scénaristes « la plus forte possible » est réunie, avec la plupart des scénaristes des premières saisons de la série ayant été retenus. David Mirkin, Mike Reiss, George Meyer, John Swartzwelder, et Jon Vitti sont sélectionnés. Ian Maxtone-Graham et Matt Selman les rejoint plus tard, et Brooks, Groening, Scully, et Jean écrivent également des parties du scénario. Sam Simon n'est pas revenu après avoir quitté la série en 1993. L'ancien scénariste Conan O'Brien voulait encore travailler avec l'équipe des Simpson. Il en va de même pour le réalisateur Brad Bird, qui déclare s'être « amusé à fantasmer en se demandant s'il pourrait travailler sur le film », mais qui n'avait pas assez de temps à cause de son travail sur Ratatouille. Les producteurs signent un accord avec la Fox qui permettrait à cette dernière d'abandonner la production du film à n'importe quel moment s'ils pensaient que le script n'était pas satisfaisant.
Le travail sur le scénario reprend à partir de 2003, prenant place dans le petit bungalow où Matt Groening avait lancé pour la première fois Les Simpson en 1987. Les auteurs passent six mois à discuter sur le scénario, et chacun d'eux a apporté des idées. Al Jean propose que la famille sauve des lamantins, ce qui est devenu l'épisode de la saison 17 Ma femme s'appelle reviens. Groening est inspiré par une ville qui a dû se débarrasser d'excréments de porc dans leur approvisionnement en eau. La décision que Ned Flanders aurait un rôle important est prise au début, Al Jean souhaitant voir Bart se demander ce que serait sa vie si Flanders était son père. Après avoir finalement décidé les grandes lignes de l'intrigue du film, les auteurs le séparent alors en sept parties. Jean, Scully, Reiss, Swartzwelder, Vitti, Mirkin, et Meyer écrivent vingt-cinq pages chacun, et le groupe se rencontre un mois plus tard, afin de fusionner les sept sections en un seul « brouillon très grossier ». Le script du film est écrit de la même manière que pour la série télévisée : les scénaristes, assis autour d'une table, lancent des idées, en essayant de se faire rire les uns les autres. Le scénario passe par plus de cent révisions et, à un moment, le film est même une comédie musicale. Toutefois, les chansons sont raccourcies et l'idée est progressivement abandonnée. Groening décrit également son désir de faire le film de façon plus spectaculaire qu'un épisode télévisé, affirmant qu'il voulait « vous donner quelque chose que vous n'avez pas vu avant. »

### Animation
L'animation du film débute en janvier 2006, le court métrage mettant en scène Itchy et Scratchy était la première scène à être mise en storyboard. Matt Groening a rejeté la possibilité de faire un film en live-action ou en images de synthèse, désignant l'animation du film d'« intentionnellement imparfaite », celle-ci étant pour lui « un hommage à l'art de l'animation traditionnelle ». Le film est produit dans un format plein écran 2,35:1, pour le distinguer de l'aspect de la série télévisée,, et coloré avec la plus grande palette que les animateurs aient eu à leur disposition. Une grande partie de l'animation est produite en utilisant des tablettes graphiques Wacom, ce qui permet de dessiner les images directement sur l'ordinateur, facilitant ainsi la production. La production de l'animation est répartie entre quatre studios autour du monde : DPS Film Roman à Burbank (Californie), Rough Draft Studios à Glendale (Californie), et AKOM et Rough Draft Studios à Séoul.
Contrairement à la série télévisée, les personnages ont des ombres. Pour leur inspiration, le réalisateur David Silverman et les animateurs ont regardé des films tels que Les Indestructibles, Les Triplettes de Belleville et Un homme est passé, car ils sont « un grand enseignement de mise en scène en raison de la façon dont les personnages sont placés. » Ils ont également cherché des idées pour une séquence de rêve dans les films Disney tels que Dumbo et Le Jour du jugement de Pluto, et pour les scènes de foule dans Un monde fou, fou, fou, fou. Silverman a regardé quelques épisodes des Simpson qu'il avait réalisés, en particulier ses deux favoris, Homer le clown et Un pour tous, tous contre un. Mike B. Anderson, Lauren MacMullan, Rich Moore et Steven Dean Moore réalisent chacun l'animation pour environ un quart du film et sous la supervision de Silverman, avec de nombreux autres animateurs travaillant sur les scènes.

### Scénario
Chaque aspect du film est constamment analysé, les personnages et les blagues régulièrement réécrits. Bien que la plupart des films d'animation ne font pas des grands changements au film au cours de la production en raison de restrictions budgétaires, l'équipe des Simpson, le film continue à modifier le film jusqu'en 2007, avec quelques modifications qui ont eu lieu au plus tard en mai, deux mois avant la sortie du film. James L. Brooks fait remarquer que « soixante-dix pour cent des choses présentes [dans l'un des trailers] ne sont plus dans le film ». Groening a dit que l'équivalent de deux films avait été coupé. Plusieurs nouveaux personnages sont créés, puis retirés parce qu'ils n'intervenaient pas assez. À l'origine, Marge était le personnage qui avait la vision prophétique à l'église. Les auteurs ont cependant considéré que c'était trop sombre, et c'est finalement Abraham Simpson qui eut la vision. Le rôle de l'amour entre Lisa et Colin a souvent été revu. Il était auparavant nommé Dexter, puis Adrien, et son apparence a été complètement modifiée. Une idée était que Milhouse soit celui aimé par Lisa, mais l'idée fut délaissée.
Une des scènes de la fin du film, où figurent Cargill, Bart et Homer, est ajoutée pour résoudre complètement l'histoire de Cargill. Une des scènes coupées se déroulait avant la mise en place du dôme sur Springfield, scène où M. Burns faisait savoir aux spectateurs que ce point du film était la dernière possibilité de se faire rembourser. On peut citer comme autres scènes coupées celle de la rencontre entre Homer et un chauffeur de camion de saucisses, et une scène avec Spider-Cochon à la fin du film. Une scène montrant un bulletin d'information sur l'effet du dôme sur la vie quotidienne à Springfield, dans des domaines tels que l'agriculture et le sport, est coupée parce qu'elle ne correspondait pas au contexte du film.

### Choix des interprètes

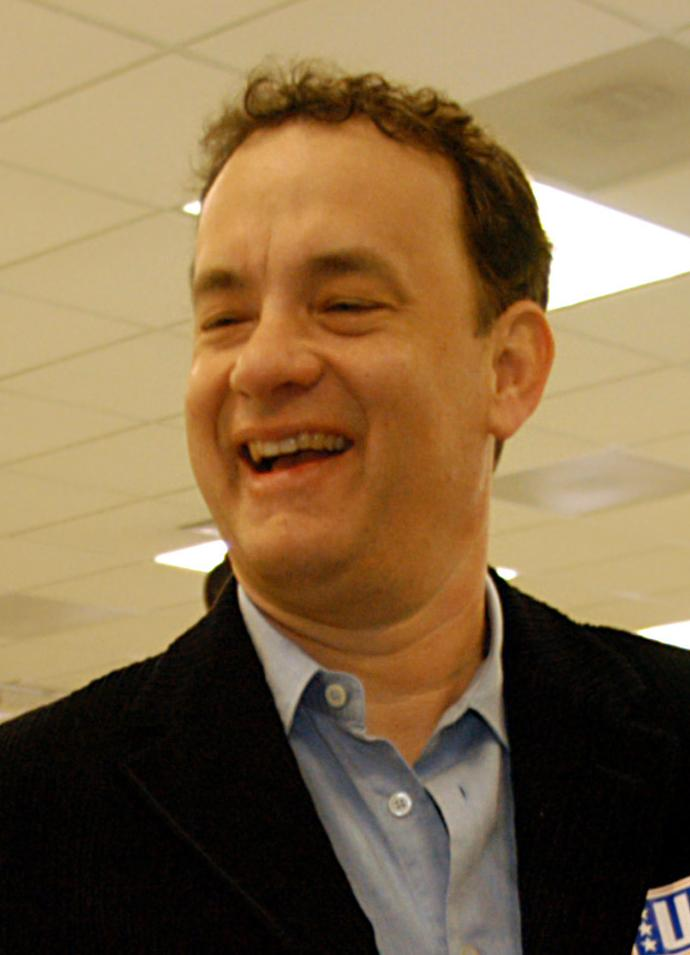
Tom Hanks, une des guest-stars du film.

Pour leur inspiration des scènes de foule dans le film, l'équipe du film passe du temps à regarder un poster montrant plus de trois cent vingt personnages de la série. Groening explique qu'ils ont essayé d'inclure chaque personnage dans le film, quatre-vingt-dix-huit d'entre eux faisant des interventions vocales. Les voix régulières de la série, Dan Castellaneta, Julie Kavner, Nancy Cartwright, Yeardley Smith, Hank Azaria et Harry Shearer, tout comme Tress MacNeille, Pamela Hayden, Marcia Wallace, Maggie Roswell, Russi Taylor et Karl Wiedergott ont repris leurs rôles.
Les acteurs chargés des voix commencent l'enregistrement des voix chaque semaine à partir de juin 2006, avant la fin de la production. Castellaneta trouve les sessions d'enregistrement « plus intenses » que l'enregistrement des épisodes de la série télévisée et plus « émotionnellement dramatiques ». Certaines scènes, comme le message vidéo de Marge à Homer, ont été enregistrées plus d'une centaine de fois, épuisant ainsi les acteurs.
Les scénaristes écrivent la première scène, celle du concert, sans l'idée d'un groupe spécifique en tête. Green Day a été mis dans ce rôle après avoir demandé une apparition dans le film. Tom Hanks est aussi apparu en tant que lui-même, acceptant l'offre après un seul appel téléphonique. Le créateur de Tout le monde aime Raymond, Philip Rosenthal, a donné la voix originale du père de famille dans la publicité télévisée du « nouveau Grand Canyon », avec Tom Hanks. En raison des restrictions de temps, plusieurs scènes avec des guest stars qui avaient été enregistrées ont été coupées du film. Minnie Driver avait enregistré une scène qui a finalement été coupée. Isla Fisher et Erin Brockovich apparaissaient aussi en caméos, mais les scènes ont été coupées. Kelsey Grammer avait fait des enregistrements pour Tahiti Bob qui devait apparaître à plusieurs reprises,, mais ces scènes ont également été coupées.
Bien qu'il n'ait pas enregistré sa voix, Arnold Schwarzenegger incarne le président des États-Unis dans le film (le doublage français du personnage est assuré par Daniel Beretta, voix officielle de l'acteur). Il est choisi au lieu du président en exercice George W. Bush, parce que sinon « dans deux ans, le film […] ne serait pas à jour. » D'ailleurs, le même problème se pose pour Schwarzenegger, Brooks notant que, au moment de l'écriture, « les sondages d'opinion de Schwarzenegger étaient bas », et qu'ils « espéraient qu'il ferait un retour en politique ». Les animateurs commencent par une caricature précise de Schwarzenegger, mais un membre du personnel suggère plutôt une version modifiée du personnage récurrent Rainier Wolfcastle. Cette idée est adoptée, le personnage reprenant le design de Wolfcastle, lui-même une caricature de Schwarzenegger, mais avec plus de rides sous les yeux et une autre coiffure. Ce choix n'était fait que dans un but humoristique, Schwarzenegger ne pouvant pas briguer de mandat présidentiel, n'étant pas né sur le sol américain.

### Musique
James L. Brooks choisit Hans Zimmer pour composer le thème du film, tous les deux étant amis et collaborateurs réguliers. Zimmer explique que la composition de cette musique était un « défi unique », et qu'il avait à « exprimer le style des Simpson sans lasser le public ». Il se sert du thème original de Danny Elfman, mais ne souhaite pas en abuser. Il crée des thèmes musicaux pour chaque membre de la famille Simpson.
En plus de son apparition dans le film, Green Day enregistre sa propre version du thème des Simpson, et le fait paraître en single. Zimmer enregistre le son de Spider-Cochon dans une salle de chorale, qui était initialement une blague, et ne devait pas être inclus dans le film. Zimmer écrit également des paroles en langue étrangère pour les trente-deux versions de la chanson, le film étant sorti à l'international. Il estime que la version espagnole était la plus difficile à écrire. La même chorale apprend à chanter le morceau pour chacune des langues étrangères.

## Accueil

### Sortie

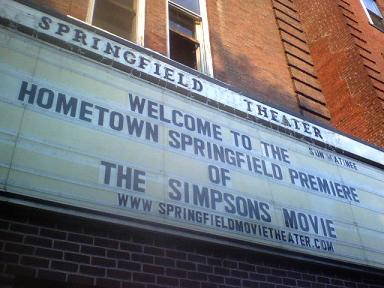
À la première du film, qui a eu lieu à Springfield, à Vermont, le gagnant du concours Fox.

Le 1er avril 2006, 20th Century Fox annonce que la sortie mondiale du film aurait lieu le 27 juillet 2007. Le film est sorti un jour après en Australie et au Royaume-Uni,. Peu d'informations sur l'intrigue sont révélées dans les semaines qui ont précédé la sortie du film. Groening explique qu'il ne pensait pas que « les gens regardent dans la section télévision de leur quotidien en pensant « Cette semaine, je vais regarder Les Simpson parce que j'aime le scénario. Vous venez juste vous brancher à l'épisode et vous regardez ce qui se passe. »
Fox organise un concours entre seize villes de Springfield à travers les États-Unis afin d'accueillir la première américaine du film. Chaque ville produit un clip expliquant pourquoi leur ville devrait accueillir la première, les résultats étant décidés par un vote sur le site web de USA Today. La ville de Springfield située dans le Minnesota abandonne le 31 mai 2007. Le gagnant a été annoncé le 10 juillet, il s'agit de Springfield, dans le Vermont. La ville a battu Springfield (Illinois) avec 15 367 voix contre 14 634. Chacun des quatorze autres participants ont tenu leur propre projection du film le 26 juillet. Springfield (Vermont) a accueilli la première mondiale du film le 21 juillet avec un tapis jaune au lieu du traditionnel tapis rouge.
Le film est classé PG-13 par la Motion Picture Association of America pour « l'humour irrévérencieux. ». L'équipe de production avait prévu cette classification. Toutefois, la British Board of Film Classification classe le film comme PG, sans coupure. Une porte-parole de la BBGC a dit à propos de la brève scène où Bart est nu que « la nudité naturelle, sans contenu sexuel est acceptable pour les films PG ».

### Promotion

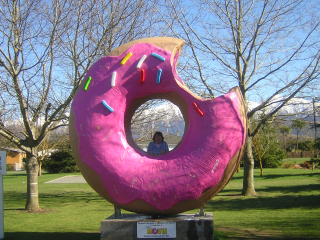
Donut géant à Springfield, en Nouvelle-Zélande.

Pour la sortie du film, la chaîne de magasins 7-Eleven transforme onze de ses magasins aux États-Unis, et un au Canada en minimarchés Kwik-E-Mart, pour un coût d'environ 10 millions de dollars,. 7-Eleven proposait également des produits sur le thème des Simpson dans de nombreux magasins, dont des Squishees, du Buzz Cola, des donuts ou des céréales Krusty-O's. Cette promotion entraîne une hausse des bénéfices de 30 % chez les magasins transformés. Toujours pour la promotion du film, Homer devient la vedette d'une courte vidéo lors de The Tonight Show.

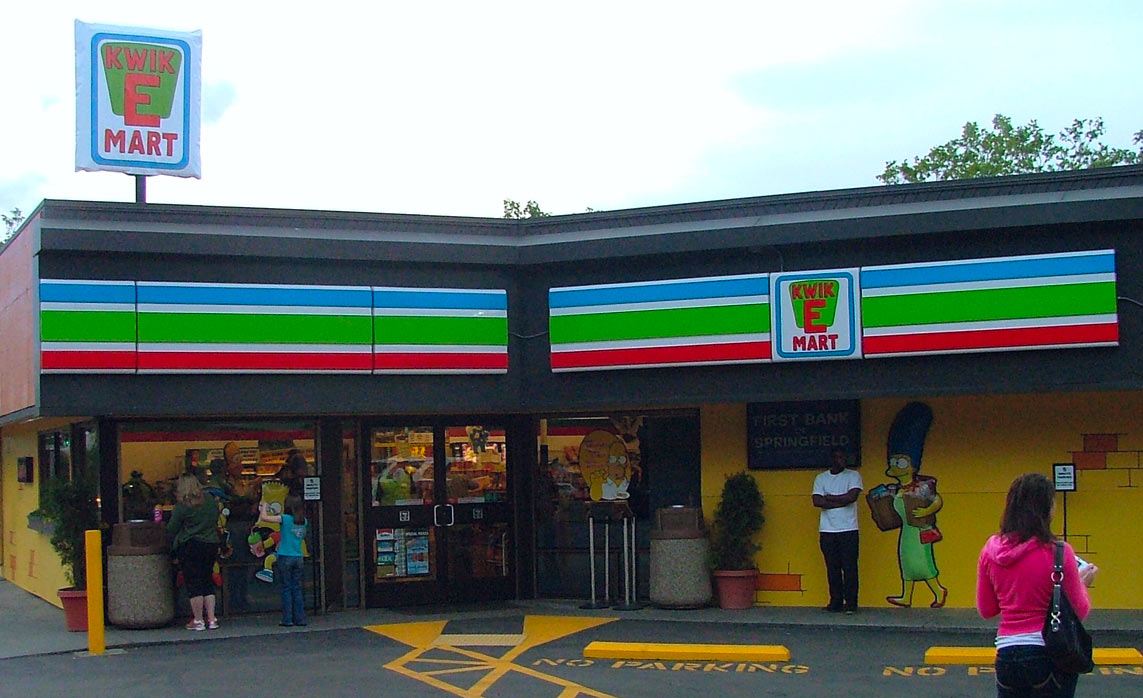
Un 7-Eleven, reconverti en Kwik-E-Mart.

La publicité pour le film se fait tout autour du monde. Le village de Springfield, en Nouvelle-Zélande, érige un donut rose géant pour célébrer le nom de la ville. Dans le comté de Dorset, en Angleterre, une image d'Homer est dessinée dans le sol, près du Géant de Cerne Abbas.
McFarlane Toys lance une ligne de figurines basées sur le film, et Electronic Arts sort Les Simpson, le jeu, coïncidant avec la sortie DVD du film, bien que le scénario du jeu ne soit pas fondé sur le film,. Ben & Jerry's créée une bière et une glace au goût de donut, Duff & D'oh! Nuts, tous deux à l'effigie des Simpson. Windows Live Messenger a présenté à ses utilisateurs la possibilité de télécharger gratuitement des animations à utiliser dans le cadre de leurs conversations. Burger King a produit une gamme de jouets représentant des personnages Simpson qui ont été distribués aux enfants lors des repas, et a lancé une série de publicités télévisées sur le thème des Simpson pour promouvoir cette gamme.

### Accueil critique
Le film recueille 88 % d'approbation sur Rotten Tomatoes, avec 195 avis positifs sur 222. Il reçoit une note de 80 sur 100 (ce qui signifie que les commentaires sont « généralement positifs ») sur Metacritic, en se basant sur 36 critiques. Les journaux britanniques The Guardian et The Times donnent tous les deux quatre étoiles sur cinq au film. Peter Bradshaw, de The Guardian, déclare que « Quatre-vingt-cinq minutes n'étaient pas assez longtemps pour faire justice aux dix-sept ans de génie de la série. ». Ed Gonzalez a fait l'éloge du film pour son message politique, autant pour le gag d'Itchy et Scratchy au début que pour la situation de Schwarzenegger plus tard, ainsi que pour les gags visuels du film. Randy Shulman félicite le casting, affirmant que les personnes faisant les voix ont « élevé leur travail de voix à un art qui va bien au-delà de la simple lecture de lignes » et, en particulier, fait l'éloge de Julie Kavner, dont il dit qu'elle « a donné ce qui doit être la performance vocale la plus sincère ». Roger Ebert fait une critique positive, mais admet qu'il « n'était généralement pas un fan des films tirés de séries télévisées d'animation ». Il désigne le film de « radical et simple à la fois, subversif et de bon cœur, offensif sans avoir vraiment l'air de l'être. » Richard Corliss du Time explique que le film « ne cherche pas à être plus insolent ou plus excentrique, juste plus grand et meilleur. »
En France, le film est bien accueilli par la presse, avec une moyenne de 3,7/5 basé sur 17 critiques presse, sur Allociné. Le journal Libération note que le film « s'inscrit dans le droit fil de la sitcom animée, drôle et irrévérencieux ». Ouest-France a désigné le film de « farce qui jubile comme toujours de dérision, d'iconoclasme, de provocation, de bêtise et de tendresse avant tout », tandis que Télé 7 jours qualifie le film de « tourbillon de trouvailles visuelles et sonores ». Le journal Le Monde émet une critique plus nuancée, affirmant que « le résultat est honorable, sans être bouleversant » et que « la traversée de Springfield en skateboard par Bart Simpson est un grand moment du cartoon ».

### Box-office
Le film récolte 30 758 269 USD au cours de son premier jour d'exploitation aux États-Unis. Il récolte un total combiné de 74 036 787 USD lors de son premier week-end, alors diffusé sur 5 500 écrans répartis dans 3 922 cinémas, atteignant le sommet du box-office ce week-end. Le 16 septembre, près de deux mois après, les recettes s'élevaient à 181 238 479 USD.
En Suisse, le film compte 765 570 entrées. En France, deux mois après sa sortie, le film avait fait 3 481 511 entrées, dont 679 401 à Paris. Au Québec, le film se classe premier lors de son premier week-end en récoltant 1 633 856 USD.

### Distinction
Les Simpson, le film remporte le prix du Best Comedy Film aux British Comedy Awards, et celui du meilleur film aux Kids' Choice Awards au Royaume-Uni, se classant au-dessus de Harry Potter et l'Ordre du phénix, Pirates des Caraïbes : Jusqu'au bout du monde, et Shrek le troisième. La bande-annonce du film remporte un Golden Trailer Award dans la catégorie « Meilleure bande-annonce d'un film d'animation ou d'un film familial » lors de la huitième cérémonie des Golden Trailer Awards. Le magazine Forbes nomme le film comme étant le troisième meilleur de l'année, sur la base du box-office et des scores sur Metacritic. Le site web du film reçoit un Webby Award lors de la douzième cérémonie annuelle dans la catégorie « Meilleur site web de film ». D'ailleurs, le nom de domaine « www.simpsonsmovie.com » de ce site est acheté dix ans avant la sortie au cinéma du film, le 22 avril 1997.
Lors de la trente-cinquième cérémonie des Annie Awards, le film est nommé dans quatre catégories : « Meilleur film d'animation », « Meilleur réalisateur pour le cinéma », « Meilleur scénario pour le cinéma », et « Meilleure performance vocale pour le cinéma », pour Julie Kavner. Ces quatre récompenses ont toutes été remportées par Ratatouille,. Le film est nommé pour le Golden Globe du meilleur film d'animation lors de la 65e cérémonie des Golden Globes, le British Academy Film Award du meilleur film d'animation, et un Producer Guild Award,,,. Il reçoit également des nominations pour le Satellite Award du meilleur film d'animation, le meilleur film d'animation d'après la Chicago Film Critics Association, et pour le Critics' Choice Movie Award du meilleur film d'animation,,,.

## Analyse

### Thèmes
Al Jean a décrit le message du film comme étant qu'un « homme doit écouter sa femme ». De plus, le film parodie deux questions contemporaines majeures, la religion et l'environnement. Le thème de l'environnement est présent par la pollution du lac de Springfield par Homer, le caméo de Green Day, et l'histoire d'amour entre Lisa et Colin. Le critique Ed Gonzalez a fait valoir que le synopsis était une satire de la réaction du gouvernement américain aux effets de l'ouragan Katrina à La Nouvelle-Orléans. Ian Nathan, du magazine Empire, critique cette approche, estimant qu'elle donnait au film un caractère polémique par ses prises de positions politiques non déguisées.
Le thème de la religion est abordé par la possession temporaire d'Abraham Simpson, Marge pensant que ce qu'il disait était un message de Dieu. Matt Groening plaisante en disant que le film avance l'existence d'un Dieu très actif, lorsqu'on lui demande si cela pouvait choquer. Mark I. Pinsky, auteur de The Gospel According to The Simpsons, explique que le film avait une foi sincère dans le respect, tout en n'entrant pas dans l'hypocrisie. En ce qui concerne la scène où ceux de la Taverne de Moe et de l'église échangent leurs places, il pense que le film pointe la faillibilité humaine. En analysant le rôle de Ned Flanders, il écrit qu'il représente « la volonté des Simpson (au sens de la série, et non de la famille) de représenter nos différentes facettes, ce qui la rend si riche et drôle sur notre relation complexe avec la religion. ». Les animateurs insèrent également un pommier derrière Lisa et Colin lors de leur première rencontre, une référence à l'histoire biblique d'Adam et Ève dans le jardin d'Éden. Des arbres figurent d'ailleurs dans chaque scène émotionnelle ou importante tout au long du film.

## Éditions en vidéo

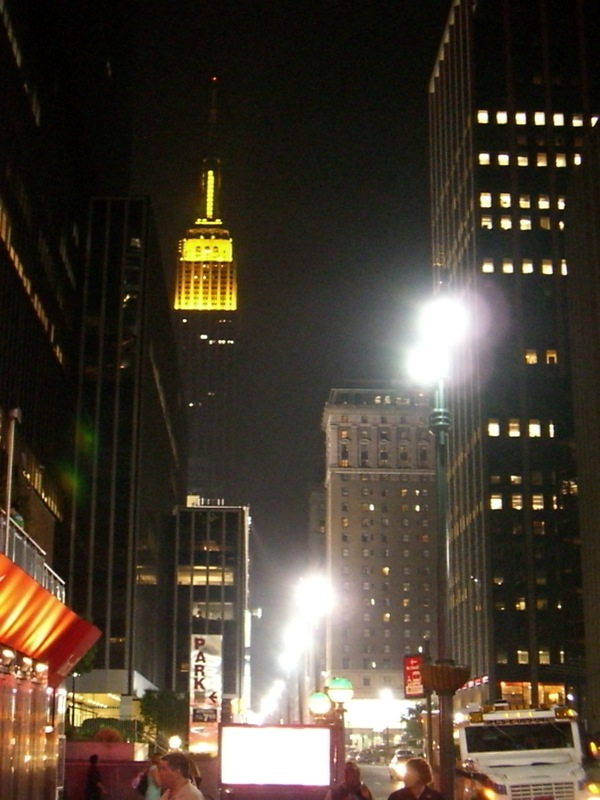
L'Empire State Building, illuminé en jaune pour promouvoir la sortie en vidéo du film.